# 17. ceremonia wręczenia Independent Spirit Awards
17. ceremonia wręczenia niezależnych nagród Independent Spirit Awards za rok 2001, odbyła się 23 marca 2002 roku na plaży w Santa Monica.
Nominacje do nagród ogłoszone zostały 8 stycznia 2002 roku.
Galę wręczenia nagród poprowadził John Waters.

## Laureaci i nominowani
Laureaci nagród wyróżnieni są wytłuszczeniem

### Najlepszy film niezależny
- Suzanne Todd i Jennifer Todd – Memento
  - Christine Vachon, Katie Roume i Pamela Koffler – Cal do szczęścia
  - Michael Cuesta, Linda Moran i Rene Bastian – L.I.E.
  - Robin Alper, Daniel Hassid i Doug Mankoff – Things Behind the Sun
  - Tommy Pallotta, Jonah Smith, Anne Walker-McBay i Palmer West – Życie świadome

### Najlepszy film zagraniczny
- Amelia
  -  Amores perros
  - /// Lumumba
  - / Sexy Beast
  - // Tylko razem

### Najlepszy reżyser
- Christopher Nolan – Memento
  - Michael Cunesta – L.I.E.
  - Cheryl Dunye – Więzienny Blues
  - Richard Linklater – Życie świadome
  - John Cameron Mitchell – Cal do szczęścia

### Najlepszy scenariusz
- Christopher Nolan – Memento
  - Henry Bean – Fanatyk
  - Robert Festinger i Todd Field – Za drzwiami sypialni
  - Milo Addica i Will Rokos – Czekając na wyrok
  - Richard Linklater – Życie świadome

### Najlepsza główna rola żeńska
- Sissy Spacek – Za drzwiami sypialni
  - Kim Dickens – Things Behind the Sun
  - Molly Parker – Centrum świata
  - Tilda Swinton – Na samym dnie
  - Kerry Washington – Lift

### Najlepsza główna rola męska
- Tom Wilkinson – Za drzwiami sypialni
  - Brian Cox – L.I.E.
  - Ryan Gosling – Fanatyk
  - Jake Gyllenhaal – Donnie Darko
  - John Cameron Mitchell – Cal do szczęścia

### Najlepsza drugoplanowa rola żeńska
- Carrie-Anne Moss – Memento
  - Davenia McFadden – Na samym dnie
  - Summer Phoenix – Fanatyk
  - Uma Thurman – Taśma
  - Tamara Tunie – Tajemnicza zbrodnia

### Najlepsza drugoplanowa rola męska
- Steve Buscemi – Ghost World
  - Don Cheadle – Things Behind the Sun
  - Billy Kay – L.I.E.
  - Garrett Morris – Jackpot
  - John C. Reilly – Party na słodko

### Najlepszy debiut
(Nagroda dla reżysera)

Reżyser − Tytuł filmu
- Todd Field – Za drzwiami sypialni
  - Jennifer Jason Leigh i Alan Cumming – Party na słodko
  - Henry Bean – Fanatyk
  - Richard Kelly – Donnie Darko
  - Terry Zwigoff – Ghost World

### Najlepszy debiutancki scenariusz
- Daniel Clowes i Terry Zwigoff – Ghost World
  - Jennifer Jason Leigh i Alan Cumming – Party na słodko
  - Richard Kelly – Donnie Darko
  - John Cameron Mitchell – Cal do szczęścia
  - Stephen M. Ryder, Michael Cuesta i Gerald Cuesta – L.I.E.

### Najlepszy debiut aktorski
- Paul Dano – L.I.E.
  - Hilary Howard, Anthony Leslie i Mitchell Riggs – Kaaterskill Falls
  - Clint Jordan – Virgil Bliss
  - Ana Reeder – Acts of Worship
  - Yolonda Ross – Więzienny Blues

### Najlepsze zdjęcia
- Peter Deming – Mulholland Drive
  - W. Mott Hupfel III – The American Astronaut
  - Giles Nuttgens – Na samym dnie
  - Frank G. DeMarco – Cal do szczęścia
  - Wally Pfister – Memento

### Najlepszy dokument
- Dogtown i Z-Boys
  - Go Tigers!
  - LaLee's Kin: The Legacy of Cotton
  - Promises
  - Skrecz

### Nagroda Johna Cassavetesa
(przyznawana filmowi zrealizowanemu za mniej niż pięćset tysięcy dolarów)
Tytuł filmu
- Jackpot
  - Acts of Worship
  - Kaaterskill Falls
  - Punks
  - Virgil Bliss

### Nagroda producentów „Piaget”
(5. rozdanie nagrody producentów dla wschodzących producentów, którzy, pomimo bardzo ograniczonych zasobów, wykazali kreatywność, wytrwałość i wizję niezbędną do produkcji niezależnych filmów wysokiej jakości.
Nagroda wynosi 25 000 dolarów ufundowanych przez sponsora Piaget)
- Rene Bastian i Linda Moran – Martin & Orloff i L.I.E.
  - Adrienne Gruben – Treasure Island i Olympia
  - Jasmine Kosovic – Just One Time i Przygody Sebastiana Cole
  - Nadia Leonelli – Acts of Worship i Perfumy

### Nagroda „Ktoś do pilnowania”
(8. rozdanie nagrody „Ktoś do pilnowania”; nagroda przyznana zostaje utalentowanemu reżyserowi z wizją, który nie otrzymał jeszcze odpowiedniego uznania. Nagroda wynosi 25 000 dolarów)

(Reżyser − Film)
- Debra Eisenstadt – Daydream Believer
  - DeMane Davis i Khari Streeter – Lift
  - Michael Gilio – Kwik Stop
  - David Maquiling – Too Much Sleep

### Nagroda „Prawdziwsze od fikcji”
(7. rozdanie nagrody „Prawdziwsze od fikcji”; nagroda przyznana została wschodzącemu reżyserowi filmu non-fiction, który jeszcze nie otrzymał uznania. Nagroda wynosi 25 000 dolarów)
- Hybrid
  - Children Underground
  - The Mark of Cain
  - Promises
  - Trembling Before G-d